# Satavahana

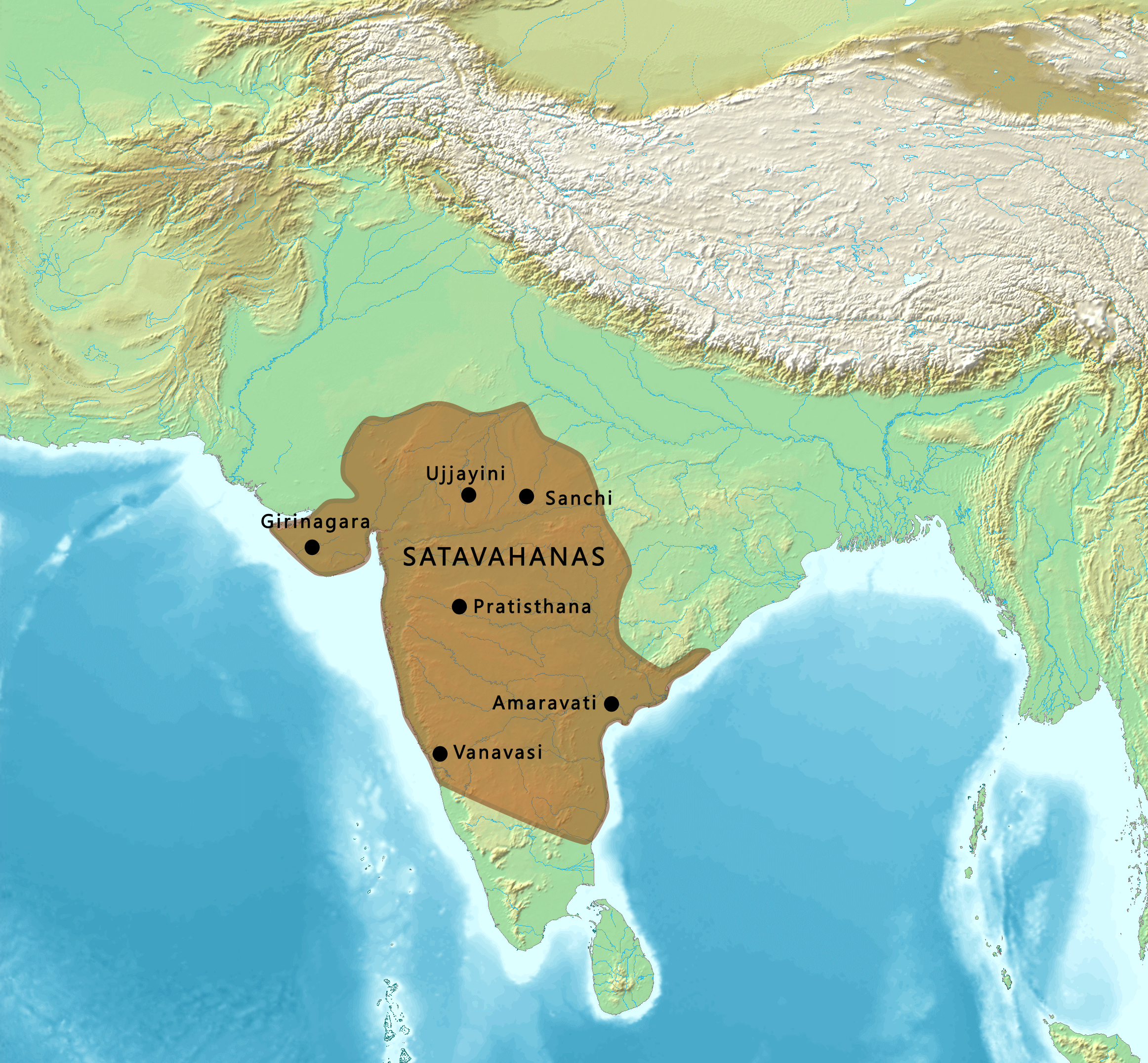
Satavahana

Satavahana, även känt som Andhrariket, hinduiskt rike i Indien från sista seklet f.Kr. till kring 200, behärskade området från nuvarande Andhra Pradesh upp till Pataliputra i nuvarande Bihar.
Den mest kände härskaren från Satavahanariket var Gotamiputra Satakarni. 
Riket var påverkat av den närmast socialistiska politik som förts under det tidigare Mauryariket.